# Györgyi Balogh
Györgyi Balogh (* 1. Mai 1948 in Budapest) ist eine ehemalige ungarische Sprinterin und Hürdenläuferin.
Im Jahr 1967 schied sie bei den Europäischen Hallenspielen in Prag im Vorlauf der 4-mal-150-Meter-Staffel aus.
Bei den Olympischen Spielen 1968 in Mexiko-Stadt erreichte sie über 100 Meter das Viertelfinale und schied über 200 Meter und in der 4-mal-100-Meter-Staffel im Vorlauf aus.
1969 schied sie bei den Europäischen Hallenspielen in Belgrad über 50 Meter im Vorlauf aus und erreichte mit der ungarischen Mannschaft in der 1950-Meter-Staffel nicht das Ziel. Bei den Europameisterschaften in Athen wurde sie Siebte in der 4-mal-400-Meter-Staffel und erreichte über 200 Meter das Halbfinale.
1970 wurde sie beim Europacup in Budapest jeweils Dritte über 100 und 200 Meter. Bei der Universiade gewann sie Silber über 200 Meter und Bronze über 100 Meter. Im Jahr darauf wurde sie bei den Halleneuropameisterschaften in Sofia Sechste über 60 Meter. Bei den Europameisterschaften in Helsinki holte sie Silber über 200 Meter und wurde jeweils Fünfte über 100 Meter und in der 4-mal-100-Meter-Staffel.
Bei den Olympischen Spielen 1972 in München kam sie über 400 Meter auf den achten Platz.
Dreimal wurde sie ungarische Meisterin über 100 Meter (1968, 1971, 1972), fünfmal über 200 Meter (1968–1972), zweimal über 400 Meter (1971, 1972) und einmal über 80 Meter Hürden (1968).

## Persönliche Bestzeiten
- 100 m: 11,3 s, 30. Mai 1971, Győr
- 200 m: 22,8 s, 1. August 1971, Bratislava
- 400 m: 51,71 s, 3. September 1972, München